# اشلي جونز
اشلي جونز (بالإنجليزية: Ashley Jones)‏ مواليد 3 سبتمبر 1976 في ممفيس، الولايات المتحدة، هي ممثلة أمريكية بدأت مسيرتها الفنية عام 1981.

## وصلات خارجية
- اشلي جونز على موقع IMDb (الإنجليزية)
- اشلي جونز على موقع ألو سيني (الفرنسية)
- اشلي جونز على موقع أول موفي (الإنجليزية)
- اشلي جونز على موقع قاعدة بيانات الأفلام السويدية (السويدية)
- اشلي جونز على موقع ديسكوغز (الإنجليزية)
- اشلي جونز على موقع قاعدة بيانات الفيلم (الإنجليزية)
- اشلي جونز على موقع كينوبويسك (الروسية)